# تپه مالک‌آباد۳
تپه مالک آباد۳ مربوط به دوره ساسانیان - سده‌های اولیه دوران‌های تاریخی پس از اسلام است و در شهرستان اراک، بخش مرکزی، دهستان معصومیه، روستای مالک آباد واقع شده و این اثر در تاریخ ۲۶ اسفند ۱۳۸۷ با شمارهٔ ثبت ۲۶۰۹۴ به‌عنوان یکی از آثار ملی ایران به ثبت رسیده است.